# 毛利元種
毛利 元種（もうり もとたね）／厚母 元種（あつも もとたね）は、戦国時代から安土桃山時代にかけての武将。大内氏、毛利氏の家臣。父は毛利元貞。安芸国の戦国大名・毛利元就の同族。長門国豊西郡厚母村に所領を有したことから、毛利氏家臣となった後に厚母氏を称する。

## 出自
毛利元春の次男である毛利元房を祖とし、元房の子・元光の代から大内氏の麾下に属して、長門国豊西郡厚母村などに所領を与えられた。元光の子である元秀が元種の祖父にあたる。

## 生涯
大内氏家臣である毛利元貞の子として生まれ、元種も大内氏に仕えた。
天文14年（1545年）11月20日、長門国豊西郡の黒井郷、厚母郷、室津郷や、国衙内の田地1町5段小と畠地6町7段半の地を安堵される。天文19年（1550年）10月22日には、大内義隆から対馬守への挙状を与えられた。
弘治元年（1555年）から弘治3年（1557年）にかけての防長経略によって大内氏が毛利元就に滅ぼされると、元種は所領である長門国豊西郡厚母村に蟄居したが、弘治3年（1557年）5月に元種の先祖以来の由緒を聞き及んだ元就から所領を与えられた。一方で元種は三条小鍛冶宗近作の太刀一腰を元就に献上した。太刀を受け取った元就は喜んで、永禄4年（1561年）11月14日に桂元忠を使者として陣立てを伝える際に太刀についての礼も述べている。また、元種が自家の系図や証文などを元就に見せたところ、系図は元就が所持する事となり、元就・隆元父子が系図の写しの裏書に判をして元種に与えた。
毛利氏に仕えて以後の元種は各地に従軍して武功を挙げており、永禄5年（1562年）には天野隆重や杉重良らと共に豊前松山城に入城し、守りについた。永禄9年（1566年）閏8月11日付で出雲国月山富田城の尼子義久を攻撃している元就から、太刀の礼と共に出雲攻めについては安心するようにとの書状を送られている。なお、この時の書状の宛名が「厚母下総守殿」となっていることから、在名から厚母氏を称したのは永禄5年（1562年）8月から永禄9年（1566年）閏8月までの間とされる。
永禄12年（1569年）の北九州攻めの際にも嫡男の元員と共に豊前松山城の在番を務め、同年閏5月18日に毛利輝元から在番の労をねぎらう書状が元員に送られている。
天正2年（1574年）9月、所領に関して輝元に愁訴したが、因幡国における尼子再興軍との戦い（私部城の戦い）のため保留となり、輝元は桂就宣に調査を命じている。
没年は不明。婿養子の元員が後を継いだ。